# Lepidanthrax
Lepidanthrax is een vliegengeslacht uit de familie van de wolzwevers (Bombyliidae). De wetenschappelijke naam van het geslacht werd voor het eerst geldig gepubliceerd in 1886 door Osten Sacken.

## Soorten
- L. actios Hall, 1976
- L. agrestis (Coquillett, 1887)
- L. angulus Osten Sacken, 1886
- L. arizonensis Hall, 1976
- L. arnaudi Hall, 1976
- L. borius Hall, 1976
- L. californicus Hall, 1976
- L. calyptus Hall, 1976
- L. campestris (Coquillett, 1887)
- L. chalcus Hall, 1976
- L. diaeretus Hall, 1976
- L. diamphus Hall, 1976
- L. disjunctus (Wiedemann, 1830)
- L. ellipus Hall, 1976
- L. eremicus Hall, 1976
- L. euthemus Hall, 1976
- L. exallus Hall, 1976
- L. hesperus Hall, 1976
- L. homologus Hall, 1975
- L. hyalinipennis Cole, 1923
- L. hypomelus Hall, 1976
- L. inaurata (Coquillett, 1887)
- L. lautus (Coquillett, 1887)
- L. leucocephalus Hall, 1976
- L. linsdalei Hall, 1976
- L. lutzi Curran, 1930
- L. meristus Hall, 1976
- L. mimus Hall, 1976
- L. morphnus Hall, 1976
- L. oribates Hall, 1976
- L. proboscideus (Loew, 1869)
- L. rauchi Hall, 1976
- L. sonorensis Hall, 1976
- L. stichus Hall, 1976
- L. symmachus Hall, 1976
- L. utahensis Hall, 1976